# Rosa 'Princess Alexandra of Kent'
Rosa 'Princess Alexandra of Kent' — сорт английских роз.
Сорт назван в честь Принцессы Александры, кузины Королевы Елизаветы II, увлечённой садовницы и любительницы роз.

## Происхождение
Нераскрытое. 
Селекция: David Austin Roses, Ltd., Великобритания, 2007 год.

## Биологическое описание
Шраб (англ. Shrub), английская роза (англ. English Rose).
Куст среднерослый. Высота до 100 см, ширина до 75 см.
Цветки розовые, чашевидные. Лепестков более 41.
Аромат сильный. В начале цветения напоминает аромат чайных роз, позже меняется на лимонный с нотками чёрной смородины.
Цветение повторное, в кистях.

## В культуре
Декоративное садовое растение.
Зоны морозостойкости: от 2b (−40 °C… −42.8 °C) до более тёплых.

## Болезни и вредители
Устойчивость к болезням высокая.